# Squires Gate
Squires Gate – dzielnica w Anglii, w Lancashire, w dystrykcie (unitary authority) Blackpool. W 2011 miejscowość liczyła 6437 mieszkańców.